# Mariano Valguarnera
Mariano Valguarnera (Palermo, 7 ottobre 1564 – Palermo, 28 agosto 1634) è stato un oratore, filologo e storico italiano.

## Biografia
Figlio di Fabrizio Valguarnera barone di Godrano e fratello del poeta Simone, alla morte della moglie Vittoria Ferreri, figlia del Barone di Pettineo, Mariano Valguarnera abbracciò lo stato ecclesiastico e ricevette gli ordini sacri. Nel 1629 compì un'importante missione diplomatica a Madrid, dove espose i diritti della città di Palermo ad essere sede dei Viceré di Sicilia. Al suo ritorno in Italia visse alla corte di Papa Urbano VIII, per conto del quale tradusse e commentò le opere di Anacreonte. Valguarnera è considerato il più antico traduttore di Anacreonte in lingua italiana. La sua versione in versi, rimasta inedita dopo la sua morte, venne pubblicata in Palermo nel 1795 dall'erudito siciliano Rosario Gregorio.
Valguarnera fu amico di molti celebri letterati, come Giovan Battista Marino, che gli dedicò il sonetto Chi ti toglie a Parnaso, e chi ti fura, Antonio Bruni e Gabriello Chiabrera, che gli dedicò un'ode. Vincenzo Gramigna gli intitolò uno dei suoi dialoghi, stampati a Napoli nel 1615, Il Valguarnera, ovvero della Bellezza.
L'opera più importante di Valguarnera è il Discorso dell'origine ed antichità di Palermo e dei primi abitatori della Sicilia, pubblicato nel 1614. «Il Discorso era una prova di indiscutibile rilievo, solida nella discussione delle fonti sacre e profane, ricca di erudizione italiana e largamente intrisa della ormai agguerritissima filologia d’oltralpe, da Adrien Turnèbe a Marc Welser.»

## Opere
- (EL, LA, IT) Mariano Valguarnera, Urbano VIII. Pont. Opt. Max. De ipsius poematis προσκυνητικὰ τρίγλωττα Mariani Valguarnerae, s.l., s.n., s.d. URL consultato il 23 novembre 2019.
- Mariano Valguarnera, Discorso dell'origine ed antichità di Palermo, e de' primi abitatori della Sicilia, e dell'Italia, Palermo, Giovanni Battista Maringo, 1614. URL consultato il 20 febbraio 2019.
  - L’opera fu tradotta in latino da Johann Lorenz von Mosheim[8] e ristampata da Burman nel 13° volume del Thesaurus Antiquitatum et Historiarum Siciliae (online)
- Memoriale della Deputatione del Regno di Sicilia, e della città di Palermo intorno alla divisione di quel Regno, che tenta la città di Messina, tradotto dalla lingua Spagnola in Italiana dal Dott. D. Francesco Paruta. Panormi, apud Alphonsum de Isola, 1630, in-fol.
- Epigrammata, & Anagrammata Graeca in Urbani VIII. P. M. laudem. Panormi apud Angelum Orlandum 1623, in-fol.
- Mariano Valguarnera, Le Canzoni di Anacreonte tradotte dal greco in verso sciolto da Mariano Valguarnera, Palermo, Reale Stamperia, 1795. URL consultato il 20 febbraio 2019.